# سامو کاستا
سامو کاستا (انگلیسی: Samú Costa؛ زادهٔ ۲۷ نوامبر ۲۰۰۰) بازیکن فوتبال اهل پرتغال است.
وی همچنین در تیم‌های ملی فوتبال زیر ۱۹ سال پرتغال، زیر ۲۰ سال پرتغال، زیر ۲۱ سال پرتغال، و پرتغال بازی کرده است.